# Rhaphium fissum
Rhaphium fissum är en tvåvingeart som beskrevs av Friedrich Hermann Loew 1850. Rhaphium fissum ingår i släktet Rhaphium och familjen styltflugor. Arten är reproducerande i Sverige. Inga underarter finns listade i Catalogue of Life.